# Last Train Home (álbum de Foghat)
Last Train Home es el décimo quinto álbum de estudio de la banda de rock británica Foghat, publicado el 15 de junio de 2010 bajo la discográfica independiente de la agrupación, Foghat Records.

## Lista de canciones
1. "Born for the Road" – 4:59
2. "Needle & Spoon" – 3:46
3. "So Many Roads, So Many Trains" – 4:50
4. "Last Train Home" – 4:22
5. "Shake Your Money Maker" – 4:38
6. "It Hurts Me Too" – 5:59
7. "Feel So Bad" – 4:39
8. "Louisiana Blues" – 4:43
9. "495 Boogie" – 3:55
10. "Rollin' & Tumblin'/You Need Love" – 8:12
11. "In My Dreams" – 5:42
12. "Good Good Day" – 4:30

## Créditos
- Bryan Bassett – guitarra, voz
- Colin Earl – teclados
- Roger Earl – batería, voz
- Jeff Howell – bajo, voz
- Charlie Huhn – voz, guitarra
- Eddie Kirkland – guitarra, voz
- Lefty "Sugar Lips" Lefkowitz – armónica